# Stefan Johansen
Stefan Marius Johansen (født 8. januar 1991 i Vardø, Norge) er en norsk fodboldspiller, der spiller på den centrale midtbane i den engelske klub Fulham F.C.. Han forlod det norske landshold i 2021.

## Karriere
Stefan Johansen kom til Bodø/Glimt fra Vardø som 14-årig efter han blev opdaget på Ole Gunnar Solskjærs fodboldakademi i Kristiansund i sommeren 2005.
Stefan Johansen debuterede for Bodø/Glimts førstehold som 16-årig, da han i den norske pokalturnering den 20. maj 2007 blev målscorer til 4-0 over Hammerfest.
Han skiftede senere til Strømsgodset, hvor han af Strømsgodsets træner Ronny Deila blev omskolet fra angriber til at spille en række andre positioner på banen. I oktober 2011 spilede han venstreback mod Rosenborg, og blev kåret til banens bedste spiller, af blandt andet norsk TV2. I sæsonen 2012 spillede han primært som midtbanespiller, og opnåede sit gennembrud i norsk fodbold.
Johansen blev norsk mester med Strømsgodset i 2013 og blev tillige tildelt den norske pris Kniksenprisen som Årets Midsbanespiller.
I januar 2014 skiftede Johansen til Celtic.
Johansen har spillet en række kampe for norske ungdomslandshold og spiller i 2013 for det norske U-21 landshold.

## Eksterne links
- Bodø/Glimt – Biografi (Webside ikke længere tilgængelig)
- Altomfotball.no – Biografi Arkiveret 27. december 2013 hos  Wayback Machine